# Anda (Heilongjiang)
Anda (安达市S, ĀndáP) è una città-contea della Cina, situata nella provincia di Heilongjiang e amministrata dalla prefettura di Suihua.